# Clivia Blümel
Clivia Blümel, auch Clivia Treidl (* 9. Februar 1986 in Schwaz, Tirol) ist eine österreichische Journalistin und Moderatorin.

## Leben und Wirken
Treidl studierte Publizistik- und Kommunikationswissenschaften. Nebenher war sie als Fotomodell für die österreichische Designerin Lena Hoschek und den Fotografen Manfred Baumann tätig. Im November 2012 war sie Playmate des Monats.
Im weiteren Verlauf ihrer Karriere moderierte sie das Wetter beim Online-Portal oe24.at und schrieb für die Tageszeitung Österreich als Gesellschaftsredakteurin, das Magazin Madonna Society und das Wochenmagazin Stars.
Treidl war Hauptmoderatorin beim Nachrichtensender oe24.TV. Sie moderierte dort unter anderem auch die Astro-Show mit Gerda Rogers. Im Sommer 2019 wechselte Treidl zum Privatsender Puls 4. Am 2. März 2020 wurden Treidl und Blümel Eltern einer Tochter und im September 2021 bekamen sie einen Sohn. Sie ist seit August 2023 mit dem ehemaligen österreichischen Finanzminister Gernot Blümel verheiratet.  2024 stand Clivia Blümel für die Sendung Café Puls – Das Magazin vor der Kamera.